# BRIGHT DAYS
『BRIGHT DAYS』（ブライト・デイズ）は 1995年2月22日に発売されたKATSUMI6枚目のオリジナル・アルバム。

## 解説
前作『SUPER BALANCE』から1年1ヶ月振りのオリジナル・アルバム。
シングル表題曲を除く全曲ほとんどがKATSUMIによる作詞・作曲で構成されたことがこれまでのアルバムと異なる本作の最大の特徴である。
ジャケットに描かれている絵はKATSUMI自身の手によるもので、この時期、ライブ会場にて自身の絵も販売した。
自身の公式ホームページ「BRIGHT DAYS」を開設した。
デビューからのヘアスタイルを一新しており、先行シングル「新しい風」のミュージック・ビデオは全編美容室を模した撮影スタジオで美容師によりヘアカットされているKATSUMIの映像である。
前作『SUPER BALANCE』ではオリコンチャート1位を獲得したが、本作は最高位が11位に留まりデビューから初めてTOP10圏外となった。

## 収録曲
全曲　作詞・作曲：渡辺克巳　編曲：武部聡志（特記以外）
1. BREAK OUT 〜輝ける日々へ〜（5：04）[1]
  - 総理府国際貢献CMソング
2. WINGS OF HOPE（4：38）[1]
3. 新しい風（5：13）[1]
  - 作曲：渡辺克巳・武部聡志
  - 15thシングル。
  - フジテレビ『OIOI TOKYO TASTE ROOMS』イメージ・ソング
4. FACE to FACE（3：57）[1]
5. 僕にできる愛（4：49）[1]
  - 作詞：風野翔
  - mimi連載コミック『僕にできる愛[2]』オリジナルテーマソング。
  - 前年にプロモーション用シングルが制作されている[3]。
6. 何も言わずに（4：47）[1]
  - 作曲：井上慎二郎
  - 14thシングル。
7. 情熱（4：29）[1]
  - 作曲：井上慎二郎
  - 13thシングル。ドミノピザCMソング。
8. Romantino（2：40）[1]
9. BLOWING（4：31）[1]
  - 作曲：石川洋
  - 14thシングル「何も言わずに」カップリング
  - 「レオマワールド」CMソング。
10. いつかどこかで（4：30）[1]
11. IN THIS WORLD（5：24）[1]